# (37770) 1997 GQ21
1997 GQ21 (asteroide 37770) é um asteroide da cintura principal. Possui uma excentricidade de 0.07662300 e uma inclinação de 4.68956º.
Este asteroide foi descoberto no dia 6 de abril de 1997 por LINEAR em Socorro.